# Западный Тазмер
Западный Тазмер — река в России, протекает в Усольском районе Пермского края. Сливаясь с рекой Восточный Тазмер образует реку Тазмер. Длина реки составляет 11,7 км.
Исток реки в болотах в 7 км к северо-востоку от села Берёзовка. Река течёт на юг, всё течение проходит по ненаселённому лесному массиву.

## Данные водного реестра
По данным государственного водного реестра России относится к Камскому бассейновому округу, водохозяйственный участок реки — Кама от города Березники до Камского гидроузла, без реки Косьва (от истока до Широковского гидроузла), Чусовая и Сылва, речной подбассейн реки — бассейны притоков Камы до впадения Белой. Речной бассейн реки — Кама.
Код объекта в государственном водном реестре — 10010100912111100007604.